# Bali-Sasak jezici
Bali-Sasak jezici (danas Bali-Sasak-Sumbawa jezici), skupina malajsko-polinezijskih jezika kojima govori nekoliko naroda na indonezijskim otocima Bali, Lombok i Sumbawa. 
Jezici koje obuhvaća ova skupina nose imena po otocima na kojima se govore, to su bali kojime govore Balijci na otocima Bali i Java, a ima ih oko 3.900.000 (2001 Johnstone and Mandryk); lombok (zvan i sasak) jezik je narod Sasak s otoka Lombok. Postoji podjela podgrupe Waktu Lima koji su u pravilu bezemljaši i Waktu Telu, posjednici farmi, no ona se u biti temelji na razlikama u broju dnevnih molitava obveznih u islamu. Njih je pet, a Waktu Telu su to modificirali na tri puta dnevno. a služe se s više dijalekata. Populacija im iznosi 2,100,000 (1989); posljednji jezik je sumbawa ili semawa kojim govori oko 300.000 ljudi (1989) na zapadu istoimenog otoka.
Narod s Balija kao i narod Sasak služi se s više dijalekata istog jezika. 

## Vanjske poveznice
- Ethnologue (14th)
- Ethnologue (15th)